# Sveriges herrlandskamper i fotboll 2000
Sveriges herrlandskamper i fotboll 2000

## Matcher
| Datum       | Spelplats                          |              |         | Resultat      | Typ av match      | Målskyttar                                                                      |
| ----------- | ---------------------------------- | ------------ | ------- | ------------- | ----------------- | ------------------------------------------------------------------------------- |
| 31 januari  | La Manga, Spanien                  | Sverige      | Danmark | 1 – 0 Rapport | Träningsmatch     | 1–0 22′ Marcus Allbäck                                                          |
| 4 februari  | La Manga, Spanien                  | Sverige      | Norge   | 1 – 1 Rapport | Träningsmatch     | 0–1 84′ John Carew 1–1 87′ Anders Andersson                                     |
| 23 februari | Stadio La Favorita Palermo         | Italien      | Sverige | 1 – 0 Rapport | Träningsmatch     | 1–0 80′ (str.) Alessandro Del Piero                                             |
| 29 mars     | Arnold-Schwarzenegger-Stadion Graz | Österrike    | Sverige | 1 – 1 Rapport | Träningsmatch     | 1–0 17′ Thomas Flögel 1–1 86′ Jörgen Pettersson                                 |
| 26 april    | Parken Köpenhamn                   | Danmark      | Sverige | 0 – 1 Rapport | Träningsmatch     | 0–1 38′ Jörgen Pettersson                                                       |
| 3 juni      | Nya Ullevi Göteborg                | Sverige      | Spanien | 1 – 1 Rapport | Träningsmatch     | 0–1 43′ (str.) Pep Guardiola 1–1 76′ (str.) Roland Nilsson                      |
| 10 juni     | Kung Baudouin-stadion Bryssel      | Belgien      | Sverige | 2 – 1 Rapport | EM 2000           | 1–0 43′ Bart Goor 2–0 46′ Émile Mpenza 2–1 52′ Johan Mjällby                    |
| 15 juni     | Philips Stadion Eindhoven          | Sverige      | Turkiet | 0 – 0         | EM 2000           |                                                                                 |
| 19 juni     | Philips Stadion Eindhoven          | Italien      | Sverige | 2 – 1 Rapport | EM 2000           | 1–0 39′ Luigi Di Biagio 1–1 77′ Henrik Larsson 2–1 88′ Alessandro Del Piero     |
| 16 augusti  | Laugardalsvöllur Reykjavik         | Island       | Sverige | 2 – 1 Rapport | Träningsmatch     | 0–1 23′ Johan Mjällby 1–1 39′ Ríkharður Daðason 2–1 84′ (str.) Helgi Sigurðsson |
| 2 september | Tofiq Bähramov-stadion Baku        | Azerbajdzjan | Sverige | 0 – 1 Rapport | Kval till VM 2002 | 0–1 10′ Anders Svensson                                                         |
| 7 oktober   | Nya Ullevi Göteborg                | Sverige      | Turkiet | 1 – 1 Rapport | Kval till VM 2002 | 1–0 69′ Henrik Larsson 1–1 90′ (str.) Tayfur Havutçu                            |
| 11 oktober  | Tehelné pole Bratislava            | Slovakien    | Sverige | 0 – 0 Rapport | Kval till VM 2002 |                                                                                 |

## Sveriges målgörare 2000
| 2 mål - Henrik Larsson - Johan Mjällby - Jörgen Pettersson 1 mål - Marcus Allbäck - Anders Andersson - Roland Nilsson - Anders Svensson |